# 瓦特拉摩爾多維采鄉

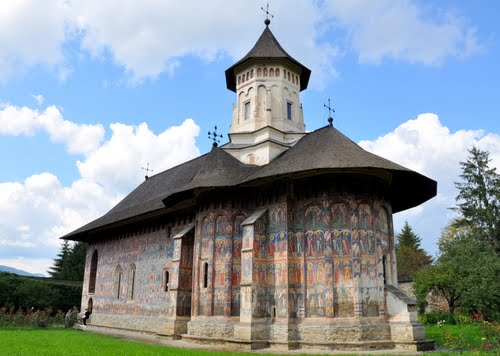

47°39′N 25°34′E / 47.650°N 25.567°E
瓦特拉摩爾多維采鄉（羅馬尼亞語：Comuna Vatra Moldoviței, Suceava），是羅馬尼亞的鄉份，位於該國東北部，由蘇恰瓦縣負責管轄，面積176平方公里，海拔高度623米，2002年人口4,608，人口密度每平方公里26人。